# Петък 13-и (филм, 1980)
„Петък 13-и“ (на английски: Friday the 13th) е американски слашър филм на ужасите от 1980 г.
Филмът разказва историята на група тийнейджъри, които са убити един по един, когато се опитват да възродят изоставеният къмпинг Кристъл Лейк. Петък 13-и само с бюджет от 550 000 долара постига голям успех с приходи от 59.8 млн., което води до множество продължения, кросоувър с поредицата Кошмари на Елм Стрийт, както и римейк през 2009 г.

## Актьорски състав
- Бетси Палмър – Памела Ворхис
- Ейдриън Кинг – Алис Харди
- Хари Кросби – Бил
- Кевин Бейкън – Джак Бърнел
- Лори Бертръм – Бренда
- Жанин Тейлър – Марси Станлър
- Марк Нелсън – Нед Рубенщайн
- Роби Моргън – Ани Филипс
- Рекс Евърхарт – Енос
- Уолт Горни – Лудият Ралф
- Ари Лемън – Джейсън Ворхис